# Georgi Tigiyev
Bản mẫu:Eastern Slavic name
Georgi Lvovich Tigiyev (tiếng Nga: Георгий Львович Тигиев; sinh ngày 26 tháng 5 năm 1995) là một cầu thủ bóng đá người Nga. Anh chơi ở vị trí hậu vệ trái cho F.K. Spartak Moskva.

## Sự nghiệp câu lạc bộ
Anh ra mắt chuyên nghiệp vào ngày 3 tháng 5 năm 2015 cho F.K. Torpedo Moskva trong trận đấu tại Giải bóng đá ngoại hạng Nga trước F.K. Rubin Kazan.
Vào ngày 24 tháng 2 năm 2017, anh ký bản hợp đồng cho mượn cùng với F.K. Spartak Moskva có hiệu lực đến 31 tháng 5 năm 2017. Vào ngày 13 tháng 6 năm 2017, anh ký bản hợp đồng dài hạn với Spartak.

### Thống kê sự nghiệp
Tính đến 13 tháng 5 năm 2018
| Câu lạc bộ             | Mùa giải            | Giải vô địch                | Giải vô địch | Giải vô địch | Cúp     | Cúp       | Châu lục | Châu lục  | Khác    | Khác      | Tổng cộng | Tổng cộng |
| Câu lạc bộ             | Mùa giải            | Hạng đấu                    | Số trận      | Bàn thắng    | Số trận | Bàn thắng | Số trận  | Bàn thắng | Số trận | Bàn thắng | Số trận   | Bàn thắng |
| ---------------------- | ------------------- | --------------------------- | ------------ | ------------ | ------- | --------- | -------- | --------- | ------- | --------- | --------- | --------- |
| F.K. Kuban Krasnodar   | 2013–14             | Giải bóng đá ngoại hạng Nga | 0            | 0            | 0       | 0         | 0        | 0         | –       | –         | 0         | 0         |
| F.K. Torpedo Moskva    | 2014–15             | Giải bóng đá ngoại hạng Nga | 5            | 0            | 0       | 0         | –        | –         | –       | –         | 5         | 0         |
| F.K. Anzhi Makhachkala | 2015–16             | Giải bóng đá ngoại hạng Nga | 19           | 0            | 1       | 0         | –        | –         | 2       | 0         | 22        | 0         |
| F.K. Anzhi Makhachkala | 2016–17             | Giải bóng đá ngoại hạng Nga | 14           | 0            | 2       | 0         | –        | –         | –       | –         | 16        | 0         |
| F.K. Anzhi Makhachkala | Tổng cộng           | Tổng cộng                   | 33           | 0            | 3       | 0         | 0        | 0         | 2       | 0         | 38        | 0         |
| F.K. Spartak Moskva    | 2016–17             | Giải bóng đá ngoại hạng Nga | 4            | 0            | –       | –         | –        | –         | –       | –         | 4         | 0         |
| F.K. Spartak Moskva    | 2017–18             | Giải bóng đá ngoại hạng Nga | 3            | 0            | 0       | 0         | 0        | 0         | 0       | 0         | 3         | 0         |
| F.K. Spartak Moskva    | Tổng cộng           | Tổng cộng                   | 7            | 0            | 0       | 0         | 0        | 0         | 0       | 0         | 7         | 0         |
| F.K. Spartak-2 Moskva  | 2017–18             | FNL                         | 2            | 0            | –       | –         | –        | –         | –       | –         | 2         | 0         |
| Tổng cộng sự nghiệp    | Tổng cộng sự nghiệp | Tổng cộng sự nghiệp         | 47           | 0            | 3       | 0         | 0        | 0         | 2       | 0         | 52        | 0         |

## Danh hiệu câu lạc bộ
Spartak Moskva
- Giải bóng đá ngoại hạng Nga: 2016-17
- Siêu cúp bóng đá Nga: 2017